# Myosorex
Myosorex es un género de musarañas de la familia Soricidae. Es originario de África.

## Especies
Se reconocen las siguientes especies:
- Myosorex babaulti Heim de Balsac & Lamotte, 1956
- Myosorex blarina Thomas, 1906
- Myosorex bururiensis[1] Kerbis Peterhans & Hutterer, 2010
- Myosorex cafer (Sundevall, 1846)
- Myosorex eisentrauti Heim de Balsac, 1968
- Myosorex geata (Allen & Loveridge, 1927)
- Myosorex gnoskei[2] Kerbis Peterhans, Hutterer, Kaliba & Mazibuko, 2008
- Myosorex jejei[1] Kerbis Peterhans & Hutterer, 2010
- Myosorex kabogoensis[3] Kerbis Peterhans & Hutterer, 2013
- Myosorex kihaulei Stanley & Hutterer, 2000
- Myosorex longicaudatus Meester & Dippenaar, 1978
- Myosorex meesteri [4] Taylor, Kearney, Kerbis Peterhans, Baxter & Willows-Munro, 2013
- Myosorex okuensis Heim de Balsac, 1968
- Myosorex rumpii Heim de Balsac, 1968
- Myosorex schalleri Heim de Balsac, 1966
- Myosorex sclateri Thomas & Schwann, 1905
- Myosorex tenuis Thomas & Schwann, 1905
- Myosorex varius (Smuts, 1832)
- Myosorex zinki Heim de Balsac & Lamotte, 1956